# 國際自然保護聯盟瀕危物種紅色名錄
國際自然保護聯盟瀕危物種紅色名錄（或稱紅色名錄，簡稱紅皮書）於1963年開始編製，是全球動植物物種保護現狀最全面的名錄。此名錄由國際自然保護聯盟編製及維護。
紅色名錄是根據嚴格準則去評估數以千計物種及亞種的絕種風險所編製而成的。準則是根據物種及地區釐定，旨在向公眾及決策者反映保育工作的迫切性，並協助國際社會避免物種滅絕。
主要的物種評估機構有國際鳥盟、世界保护监测中心及辖下物種存續委員會內的專家團體。總括而言，上述團體所評估的物種數目佔整個紅色名錄接近一半。
紅色名錄被認定為對生物多樣性狀況最具權威的指標。

## 历史
1963年國際自然保護聯盟下属的物种生存委员会(Species Survival Commission, SSC)提出编制濒危物种红皮书(Red Data Book)计划, 1966年以活页方式出版了兽类和鸟类两卷，随后又出版了两栖爬行类、被子植物、淡水鱼类、无脊椎动物。
初期红皮书中对物种的评估只有定性标准，没有定量标准。1991年首次提出了量化标准，建议了3个受威胁等级。1992年引入了未受威胁等级。

## 公佈
2008年更新的紅色名錄。估計總共物種數量有61,259種，評估了總共26,604種物種及2,160亞種（Subspecies）、變種（Variety）、族系（Stock）、亞族（Subpopulation）。
所有已評估物種中，共有16,928種被視為受威脅，當中有8,462種為動物，8,457種為植物，9種為地衣及菇類。
根據2022年七月發布的IUCN紅色名錄，所評估的147,517個物種當中，受威脅物種（即被列為極危 、瀕危或易危的物種）已增加至41,459種。
名錄中公佈了共804種自公元1500年起絕種的物種。與2000年公佈的766種比較，增加了38種。
每年都有少量的「絕種」物種再次被發現，被撥入拉撒路物種（Lazarus taxon）（這是個古生物學名詞，指化石記錄中忽隱忽現的物種），或撥入數據缺乏（DD）級別之內。於2002年，絕種物種數量減少至759種，但後來又回升了。

## 保護級別
2001年，Mace和Lande提出并制定了Mace-Lande物种濒危等级标准（IUCN3.1），IUCN物种生存委员会在此基础上经过反复修改，形成了《IUCN物种红色名录濒危等级和标准》（Red List Categories and Criteria of Endangered Species）。
物種分類為9個級別，根據數目下降速度、物種總數、地理分佈、群族分散程度等準則分類。詳見保護現狀的描述。

2006年的分類

- 绝灭
- 野外绝灭（EW, Extinct in the Wild）
- 極危
- 瀕危
- 易危
- 近危
- 無危
- 数据缺乏（DD, Data Deficient）
- 未評估（NE, Not Evaluated）

1994年的分類

1994年所訂立的準則只有8個級別(IUCN2.3)，低危（LR）級別下再有3個子分類：近危（nt）、無危（lc）、保護依賴（cd），2001年準則更改，將上述組別歸入近危（NT）級別。
當討論紅色名錄，「受威脅」（"）一詞是官方指定為以下3個級別的總稱：極危（CR）、瀕危（EN）及易危（VU）。

### 引用
1. 1 2  解焱. . 生物多样性. 2022, 30 (10): 66–83. ISSN 1005-0094. doi:10.17520/biods.2022445 . CNKI SWDY202210006.
2. ↑  Mace, Georgina M.; Lande, Russell. . Conservation Biology. 1991-06, 5 (2): 148–157. ISSN 0888-8892. doi:10.1111/j.1523-1739.1991.tb00119.x .
3. ↑  . IUCN. 2022-07-21  [2022-09-30]. （原始内容存档于2020-12-20）.
4. ↑  蒋志刚. . 生物多样性. 2016, 24 (5): 495–499. ISSN 1005-0094. doi:10.17520/biods.2016097 . CNKI SWDY201605001.

## 外部連結
- The IUCN Red List of Threatened Species （页面存档备份，存于）
- The IUCN Red List: A Barometer of Life （页面存档备份，存于）